# Llac Kúbenskoie
Llac Kúbenskoie (rus: Кубенское озеро) és un llac gran i poc profund a l'óblast de Vólogda de Rússia, situat a l'alçada de 110,1 metres sobre el nivell mitjà del mar, que s'estén per 54 km de nord-oest a sud-est.
La superfície del llac és de 648 km² , sense illes — 407km². La seva profunditat mitjana és d’1,2 m . El llac és conegut per les seves freqüents tempestes i les fluctuacions estacionals del nivell de l'aigua. La variació estacional mitjana és de 2,4 m i el màxim és de 5,49 m. El llac és allargat de nord-oest a sud-est. És la font del riu Sukhona, que desemboca a l'angle sud-est del llac.
Administrativament, el llac es divideix entre el districte de Vologodsky (oest), el districte de Sokolsky (sud-est) i el districte d'Ust-Kubinsky (est) de l'oblast de Vologda. Pel que fa a la zona, el llac Kubenskoye és el quart llac natural de l'oblast de Vologda (darrere del llac Onega, el llac Beloye i el llac Vozhe) i el cinquè llac (també darrere de l’embassament de Ribinsk).
L'àrea de la conca del llac és de 14.700 km². La conca ocupa bona part de les parts central i nord de l'oblast de Vologda, així com parts del districte de Konoshsky de l'Óblast d'Arkhànguelsk. El principal afluent del llac és el Kúbena.

## Història
El llac va ser colonitzat pels russos al segle XII, quan es va fundar el monestir de Kamenni en un illot del llac. Una branca dels prínceps de Iaroslavl posseïa terres als voltants i es coneixia com a prínceps Kubenski. Des de 1828, el llac forma part del sistema de canals Volga - Dvinà Septentrional. El terme oriental del canal de Dvina del Nord es troba a l'extrem nord-oest del llac. El 1917, es va construir una presa a la sortida del Sukhona, convertint així el llac en un embassament.